# Kerberos (protokol)
 For alternative betydninger, se Kerberos. (Se også artikler, som begynder med Kerberos)
Kerberos er en godkendelsesprotokol inden for computersikkerhed, udviklet på Massachusetts Institute of Technology. Det er en moderne klient/server-protokol der sørger for gensidig validering og kryptering af kommunikationen mellem parterne, ved hjælp af en betroet tredjepart.
Kerberos har overlevet mange år, og modellen hænger snævert sammen med X 509 og DAP /LDAP, og konceptuelt med SAML. Historisk set er oprindelsen forbundet med ønsket om at forenkle forskellige amerikanske nummeroplysninger. MIT blev koblet på processen, og dermed fik man omdannet de respektive telefonnummerdatabaser fra almindelige relationsdatabaser til standardiserede hierarkiske databaser. Men skulle der udveksles numre mellem tjenesterne, måtte man sikre sig, at der kunne indbygges mekanismer, der sikrede, at brugerne var autoriserede. Når moderne tjenester i dag kaldes "Directory Service", skyldes det den oprindelige opgave. I dag findes der både porte, protokoller og standardiserede løsninger på opgaverne med digital signatur.

## Ekstern henvisning
- Kerberos Authentication process på youtube Kerberos (protocol)
- X.509 Lightweight Directory Access Protocol
- Directory service
- Security Assertion Markup Language

| Programmering | Spire Denne artikel om datalogi eller et datalogi-relateret emne er en spire som bør udbygges. Du er velkommen til at hjælpe Wikipedia ved at udvide den. |